# Occasio e Poenitentia
Occasio e Poenitentia è un affresco (168 × 146 cm) di Andrea Mantegna o della sua scuola, databile al 1500 circa e conservato nel MACA - Mantova Collezioni Antiche, dopo essere stato a lungo a Mantova in Palazzo Cavriani, dove decorava la cappa di un camino. È stato esposto al Palazzo Ducale di Mantova dal 1915 al 2002.

## Descrizione e stile
L'affresco, dal significato erudito e allegorico, viene in genere datato agli anni in cui Mantegna era occupato allo studiolo di Isabella d'Este. Se la fattura non eccelsa in alcuni dettagli fa pensare a un allievo di Mantegna, il disegno risale in tutta probabilità alla sua mano. Il soggetto deriva da un epigramma del poeta latino Ausonio intitolato In simulacrum Occasionis et Peonitentia.
L'affresco è a monocromo, imitante un rilievo. Un uomo di corsa, con le braccia aperte, tenta di afferrare l'elusiva Occasio ("Occasione"), che ha le sembianze di una vergine con il volto coperto da uno spesso ciuffo di capelli (perché essa non è conosciuta dall'uomo) e la testa calva, e con le ali ai piedi che determinano la rapidità dei suoi movimenti. L'abilità dell'uomo starebbe infatti nel cogliere l'occasione al volo, afferrandole il ciuffo di capelli prima che essa scompaia: la sfera ai suoi piedi ne rappresenta infatti l'instabilità. L'uomo è trattenuto dalla Poenitentia ("Penitenza", nel senso di Virtù), collocata su un piedistallo quadrato (simbolo di stabilità), che lo spinge a prendere tempo, e ad uno stile di vita più consapevole e morigerato. L'uomo sarebbe quindi una personificazione del Pentimento, il cui esempio sembra voler essere un invito a non lasciarsi catturare dalle lusinghe dell'imprendibile Fortuna, preferendo la prudenza e la virtù.